# Gestelse Poort
De Gestelse Poort is een van de drie voormalige stadspoorten van Eindhoven. De stadspoort was onderdeel van de stadsomwalling van Eindhoven.
Hoewel er nog geen resten zijn gevonden van de Gestelse Poort, toont een kaart uit 1583 aan dat deze waarschijnlijk ergens op of nabij de Vrijstraat heeft gestaan. Het gebouw genaamd De Stadspoort, dat zich op de hoek van de Vrijstraat en de Keizersgracht bevindt, verwijst naar de historische locatie van de voormalige Gestelse Poort.
De Kleine Berg zou de belangrijkste toegangsweg vanuit de richting Gestel moeten zijn geweest. Dit zou blijken uit het feit dat de weg naar de Gestelse Poort (met brug) leidde, terwijl de Grote Berg aanvankelijk slechts via een kleine brug, de Hoge Vonder, toegang bood tot de stad.
De exacte locatie van de stadspoort is echter nog niet ontdekt.

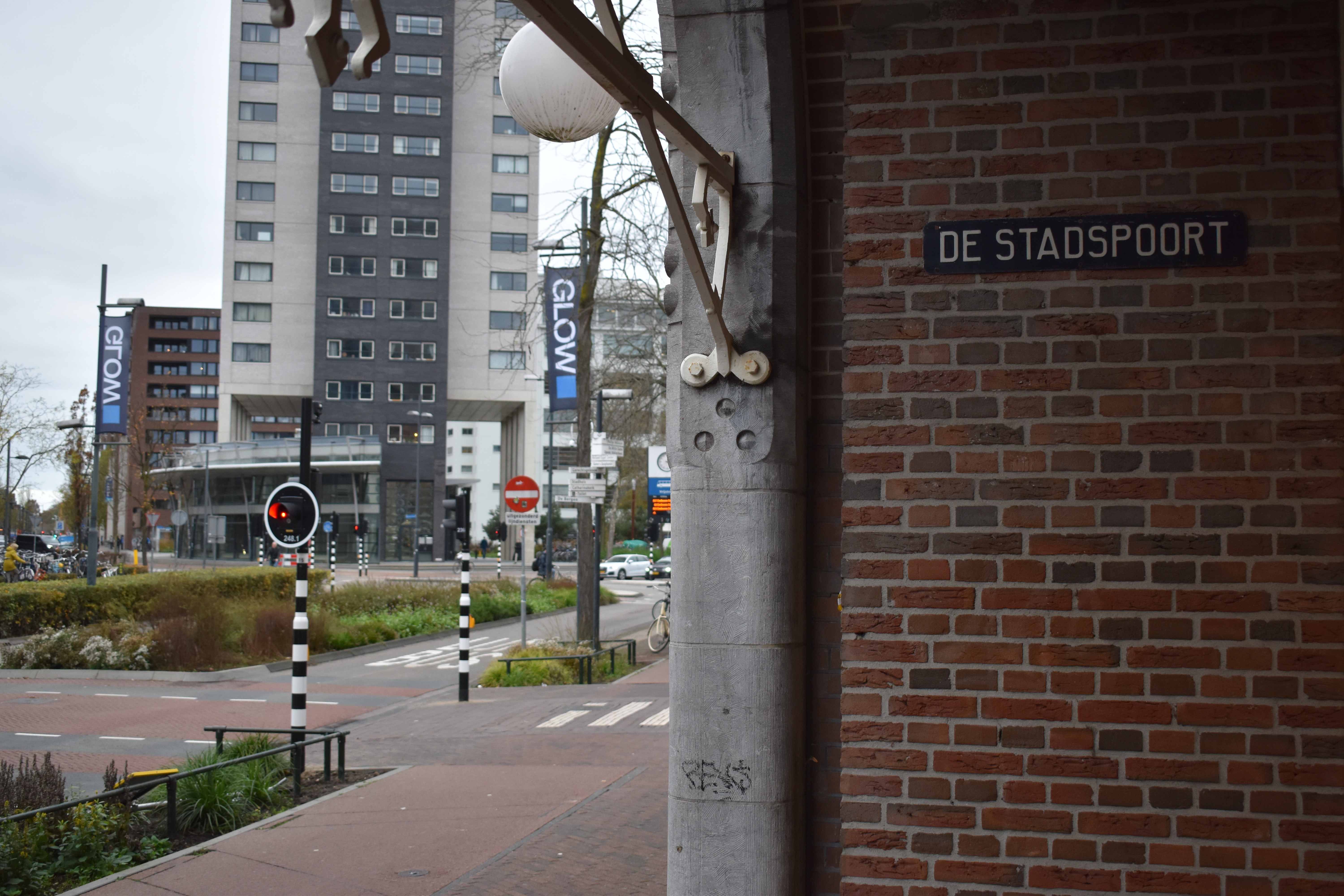
De Stadspoort met De Regent op de achtergrond